# あなたがいるから、矢口真里
あなたがいるから、矢口真里（あなたがいるから、やぐちまり）は、2003年（平成15年）4月6日 - 2005年（平成17年）3月27日まで日曜日23:00 - 24:30にニッポン放送（関東ローカル）で生放送されていたラジオ番組。パーソナリティは当時モーニング娘。メンバーであった矢口真里。全100回。
本項では、前身番組にあたる、2001年（平成13年）4月から2003年（平成15年）3月まで放送された『モーニング娘。矢口真里のallnightnippon SUPER!』（モーニングむすめ。やぐちまりのオールナイトニッポンスーパー）についても扱う。

## 番組概要
2003年（平成15年）4月にそれまで担当していた木曜『allnightnippon SUPER!!』（後述参照）が終了になったのを受けて、それまで中澤裕子が担当していた『allnightnippon Sunday SUPER!』（オールナイトニッポンサンデースーパー）の枠を引き継いで開始した。中澤裕子がモーニング娘。卒業の際にそれまで担当していた『allnightnippon SUPER!』を引き継いだのも矢口真里であった（後述参照）。
当初この放送はインターネット上でも聞けるようになっていたが、ニッポン放送の社屋の移転等の影響で途中から取り止められた。
番組内容はその週のテーマに沿ったメッセージをリスナーから募集・紹介し、さらにリスナーからのリクエスト曲をかけるという流れであった。『allnightnippon SUPER!』とは異なり投稿コーナーはなかった。リスナーと直接電話で話すこともあり、その際は「矢口さん、電話だよ!」と言うジングルが入った。
23:30頃から松浦亜弥の番組『松浦亜弥Let's do it!!』を1コーナーとして放送していた。番組内で矢口は同じ事務所の後輩の松浦のことを何故か「師匠」と呼んでいる。更には、番組冒頭に流れる予告編の中の「今夜の松浦亜弥Let's do it!!は、…」の「は」（太字）を強調している部分が気になるらしく、番組内でこの事を取り上げた事がある。ニッポン放送の放送分では担当の松浦との掛け合い等もあったが、全国配信分では全く削られていた。松浦が18歳の誕生日を迎えた直後の2004年6月27日は松浦がゲスト出演し、『松浦亜弥Let's…』も生放送で行った。
2003年（平成15年）12月15日（月曜日） - 12月18日（木曜日）は、21:00 - 21:50に『あなたがいるから、矢口真里・増刊号』（あなたがいるから、やぐちまり・ぞうかんごう）を放送した
。

## モーニング娘。矢口真里のallnightnippon SUPER!
『モーニング娘。矢口真里のallnightnippon SUPER!』は、2001年（平成13年）4月19日から2003年（平成15年）3月27日までニッポン放送をキー局に全国ネットで毎週木曜日22:00 - 24:00の『allnightnippon SUPER!』枠で生放送された。
媒体によっては、『モーニング娘。矢口真里のオールナイトニッポンSUPER!』または、省略されて『モーニング娘。矢口真里のナイトSUPER!』と表記される場合もあった。
2001年（平成13年）4月15日付での「モー娘。」卒業に伴い、4月12日放送をもって『allnightnippon SUPER!』木曜担当を卒業した中澤に代わり、自身の番組内の内包番組『タンポポの今夜も満開!』での番組進行を務めていた矢口が抜擢される形で始まった。

### コーナー

#### ティーシャツ先生
ティーシャツに言葉を書いてかっこいいティーシャツを作る、というコーナー。「先生!男子がポン酢をかけてきます」「新垣仮面!とっても弱い」「オッス!オラ微妙」などの作品が生まれた。このコーナーではハロプロメンバーをいじることが多かった、特に石川梨華、紺野あさ美、新垣里沙などがいじられることが多かった。石川梨華に関してはかわいそうなぐらい「さぶいキャラ」として目立っていた「石川ライブの前にデーモン小暮閣下を意識したと思われるメイクで登場!だがメンバー、スタッフ全員無視 そのままライブスタート」「ハリポタのダニエル君に記者の人が『日本にはモーニング娘。というグループがいるのですが知ってますか?』と質問。ダニエル君『もちろん。あの石川とかいう変な人がいるグループでしょ?』記者納得」など、新垣里沙は当時新垣着自身がおでこや眉毛を強調していたため「おでこ、眉毛キャラ」が定着した「新垣、ボイトレの先生から『もっとデコから声出して。デコは出るんだから』と怒られる」「新垣、おでこを触れるのが嫌になり、おでこに『ペンキぬりたて』と書く」 実際に大賞になった作品は矢口自身が手書きをしてリスナーにプレゼントしていた。

#### 紺野先生
ティーシャツ先生で人気が出た紺野あさ美のコーナー。「矢口が履いていた紐パンを見かけた紺野が一言。『お疲れ様です』」「矢口のオールナイトを聴き、思うところがあったのか、無言で矢口を追い回す紺野」などの冷めた一言が多かった、「矢口が一生懸命働いたお金を、紺野が欲しいと言うので、お小遣いとしてあげる矢口パパ」「矢口パパ、紺野といつも一緒にいるために、キッズ・オーディションを通過してハロープロジェクト入り」など途中からは矢口パパが登場するようになった。

#### 山川
「山」と言えば「川」の合言葉のように、「○○」…「△▲」とペアになるような合言葉風を作るコーナー、「髪の毛を切って明日学校へ行くと…一時的人気者」「矢口のラジオ 笑いと言い訳」「キダムが来ます 2人だけ来ます」など。

#### 青いロボットとメガネのあいつ
前述、山川のネタの約8割がドラえもんのネタだったため、山川からリニューアルしたもの。「ドラえもんはなんで僕の家にいるの?…罰ゲーム」「ドラえも〜ん。ジャイアンにいじめられたよ〜…お前はそれでギャラもらっているんだからピーピー言うなっ!」「ドラえも〜ん。ジャイアンにいじめられたよ〜…俺がやれ!って言ったんだよ」「ドラえも〜ん。スネ夫がハワイに行くんだよ〜…じゃ、俺が三鷹に連れてってやる」「ドラえも〜ん。ポケットの中見せてよ〜…おっ?何だ?セクハラかぁ?」「ねえ、ドラえもんの大好物は何?…熟女」など。

#### 言葉のプレゼント「言プレ」
普段リスナーが面と向かって言えないことを矢口が代わりに言う、という感動コーナー。

### 内包番組
上記コーナーのほかに、ハロー!プロジェクトメンバーによる内包番組を放送していた。
- ミニモニ。のみんなHAPPY!

担当：ミニモニ。（矢口も当時メンバーであったが、矢口以外のメンバーで担当していた）
- 藤本美貴のオールナイトニッポン プチ!

2002年（平成14年）8月1日 - 2002年（平成14年）9月26日に放送。担当：藤本美貴
- 飯田圭織・今夜も交信中!

開始 - 終了まで原則23:00 - 23:30の間に放送。担当：飯田圭織

## 主なゲスト
オールナイトニッポンSUPER!時代（この欄では略称：木曜時代）を含む。
- aiko

aikoは、木曜時代の2002年（平成14年）8月29日に、矢口も参加したLF+Rのイベントに出演していた縁で、イベントが終わった後、会場だった横浜アリーナからの放送で出演。娘。内でaiko人気が高いことから、「みんなに自慢出来ます」と矢口は語った。
- 安倍なつみ

安倍は矢口の親友として知られている。安倍はいつも、自分の節目にこの番組にゲストとして登場。22歳の誕生日（2003年8月10日）や、モーニング娘。卒業日（2004年1月25日）に、自分の現在の心境などを語っている。
矢口曰く、「なっち（安倍）がゲストの時は、いつも何かが起こる」。例を挙げると、2003年8月10日放送の際には、ニッポン放送ショウアップナイターが延長したため（東京ドームで行われた巨人Xヤクルトの延長12回引き分けの試合を放送）、37分遅れで番組が始まった。その間インターネット放送で、矢口と安倍がフリートークをしていた。
また、2004年3月14日の放送では矢口が体調不良のために番組を休み、安倍が『安倍なつみのオールナイトニッポン サンデースペシャル』としてピンチヒッターを務めた。これにともない、『松浦亜弥 Let's do it!!』は枠外の25：30からの放送となった。
- アントニオ猪木

木曜時代出演。矢口は格闘技が大好きである。格闘技界のカリスマである猪木に会いたいと矢口が頼み込んで実現。聴取率調査週間の目玉ゲストとして現れ、矢口の着ている白いTシャツの背中にインクを付けた手で、顔ならぬ「背中ビンタ」をかまし、そのTシャツを聴取者にプレゼントした。
- 飯田圭織

飯田は木曜時代に矢口の番組の中で『飯田圭織・今夜も交信中!』という番組を務めていた。
また、木曜時代の2001年8月21日には、ニッポン放送LF+R通しの企画で、矢口に代わって木曜日代表としてリスナーの家に出向き、宿題を手伝ってあげつつ、「カオリン特製うどん」を作ってあげた。それを聞いた矢口は、「矢口ラーメンの方が絶対美味しい」と言っていたこともあった。
- 飯田浩司（ニッポン放送アナウンサー）

2004年11月21日に登場。この日は、滋賀県でモーニング娘。のコンサートが行なわれており、終了後矢口は直ちに車に飛び乗り、米原駅から新幹線で一路東京を目指す事になっていたのだが、放送開始に間に合うか微妙な情勢であり、矢口がニッポン放送に到着、スタジオ入りするまでの間を繋ぐために喋りを引き受けた。
- 石川梨華

石川は、木曜最終回（2003年3月27日放送）にサプライズ・ゲストとして登場。矢口にとって、石川は妹のような存在だという。石川は涙もろい矢口に、最終回をちゃんと放送するように励ましに来たが、何故か、自分もソロのラジオ番組をやってみたいと言い、最終回の数分を自分の放送にした。その時、石川が叫んだ非公式な番組のタイトルコール『モーニング娘。石川梨華のallnightnippon SUPER!』が、オールナイトニッポンスーパー枠最後のタイトルコールとなった（当時「allnightnippon SUPER FRIDAY!」と名乗っていた金曜枠を除く）。その頃は一人で辿々しく喋っていた石川だが、後にCBCラジオで『美勇伝☆石川梨華のちゃんちゃか☆チャーミー!』という番組を2年半担当した。
また、石川は木曜時代に生放送中の矢口にFAXやメールを送っていたりもしていた。
- 和泉元彌
- 五木ひろし・堀内孝雄

五木は矢口と同じアップフロントエージェンシー（現：アップフロントプロモーション）に所属する堀内と親しいという縁で、五木、堀内、ハロー!プロジェクトの共同で『愛のメリークリスマス』という曲を出している。この曲のPRで木曜時代に出演した。矢口は終始緊張しており、言葉のイントネーションもおかしくなる程であった。それは、関東（神奈川県）出身の矢口に、五木が「君、東北出身?」と聞いた事からも窺える。
- 小川麻琴
- 小倉優子
- 京田未歩
- グローバー
- 後藤真希
- 紺野あさ美[7]

先述のように、木曜時代には、本人のおっとりしたキャラクターをモチーフにした「紺野先生」というコーナーがあった。だが、紺野本人はラジオに興味が無いようで、一度も番組にFAXやメールを送って来なかった。
日曜時代に妹の矢口あさ美として録音でのゲスト出演あり。→後述の藤本美貴の項参照。
- 三瓶
- ソニン
- 高橋愛
- W

モー娘・ミニモニの同僚、辻希美と加護亜依によるユニット。木曜時代には、スタッフの悪乗りで、2人で「オールナイトニッポン」をやっている（2人とも当時18歳未満なので録音。15分程度）。マイクの前で緊張しているのか、いつも楽屋で大騒ぎしている元気は無かった。その代わり、意味不明なトークをし続けていた。
2001年6月21日には、その「辻加護のオールナイトニッポン」のテープが放送され、それを聞き終えた矢口はあまりの意味不明トークに「ホントむかつく〜!」と叫んでいたこともあった。
- 中澤裕子
- 新垣里沙

新垣はラジオ好きな事で知られている。新垣も石川と同様に、木曜時代には生放送中にFAXやメールを送ったりしていた。同期の紺野がラジオで人気が出ているのを羨ましがっていた。
- 藤本美貴

藤本は木曜時代を含めて矢口の番組に7回出演していた。
初出演の際は独り善がりに喋り倒し、事務所のマネージャーに叱り飛ばされた。その後喋りが上手くなり、矢口の番組の中で、2002年8月1日 - 2002年9月26日の間『藤本美貴のオールナイトニッポン プチ!』というコーナーをやっていたことがある。
生放送での出演は18歳の誕生日を迎えたばかりで、矢口の番組の前に放送していた『藤本美貴 ハート・デイズ・レディオ』に続いて矢口の番組に出演したとき2003年2月27日のみ。
2003年11月16日の放送では、大阪でのスポーツフェスティバルを終え羽田から車で向かっていた矢口に代わり、事前収録の『あなたが来るまで藤本美貴』が放送された。ゲストは「妹・矢口あさ美」こと紺野あさ美。元々は『カントリー娘。に紺野と藤本（モーニング娘。）』の新曲のPRゲストの予定だった藤本と紺野だが、矢口が生放送に間に合わない事が予測されていたため、それを逆手に取った形での乗っ取り企画となった。矢口本人が不在なのを良い事に「お姉ちゃん（矢口）のタイプは声の大きいだけの人」「部屋はいつも水浸し」など2人で言いたい放題の放送を繰り広げ、23時19分に漸く到着した矢口がテープを止めるまで約10分間オンエアされた。当然、より長い時間収録されていたと思われるが、中断部分以降の放送はされていない。
- 北陽

矢口が、出演番組である『はねるのトびら』ファンであることから実現。矢口は北陽に『はねトび』にぜひ呼んで下さい!!と言っていたが、その夢は実際に叶った。
- ボブ・サップ

木曜時代登場。前述した通り、矢口は格闘技ファンである。猪木に続き、格闘家をゲストに呼ぼうということになった。当初、矢口は魔裟斗（K-1）を呼んで欲しいと希望したが、スケジュールが合わず、当時まだ来日して日が浅く、人気が出たばかりのサップがゲストとして来た。矢口は当時サップの事をあまり知らなかったが、この番組でのトークとパフォーマンスに感激し、以来サップのファンとなった。
- 堀内孝雄
- 松浦亜弥

松浦がゲストの回は、松浦は18歳の誕生日を迎えたばかりで生出演だった。当然、本人が担当する『松浦亜弥 Let's do it!!』も生放送で行った。松浦がゲストの時の電話のジングルは「矢口さん、松浦さん、電話だよ」だった。
また、木曜時代には1度だけであるが、石川や新垣と同様に生放送中にFAXを送ったこともあった。
この松浦がゲストの回の音声が当時フジテレビ系で放映されていたドラマ『人間の証明』の第1話でカーラジオの音声として数秒間流れていたということが、後にリスナーからの投稿で判明している。
- メロン記念日
- 森永卓郎

木曜時代（森永がショウアップナイターニュースパーソナリティを務めた頃）にゲスト出演。「結婚に付いて考える」という回で、「結婚」について得意の「理論」で現実の諸問題を分析。それに対し、ロマンチストでニュースなどほとんど見ない矢口が反論。矢口曰く「最も嫌いなゲストだった」。
- 保田圭
- 吉澤ひとみ

2003年12月22日、2004年12月19日の2回ゲストに登場。2003年は18歳となって初の深夜番組生出演ということもあり、第1声からおかしなテンション。2004年は大分落ち着き、とあるコーナーで得意の男前キャラを発揮。パーソナリティの矢口も大興奮だった。
- より子。

木曜時代にゲストで出演。矢口と放送中にキャビアを賭けて勝負をしてより子。が勝ったが、より子。がキャビアを食べられないことが発覚。結局キャビアは矢口が手に入れた。
- RAG FAIR（土屋礼央・おっくん）

土屋礼央は木曜時代、日曜時代、両方にゲストとして出演。土屋礼央の喋りが止まらないのを矢口は笑うだけで止めることができず結果的にコーナーを2、3個潰した。
- ROMANS